# Cornas
Cornas ist eine französische Gemeinde mit 2.397 Einwohnern (Stand 1. Januar 2022) im Département Ardèche, in der Region Auvergne-Rhône-Alpes (bis 2015 Rhône-Alpes). Sie gehört zum Arrondissement Tournon-sur-Rhône und zum Gemeindeverband Rhône Crussol. Die Bewohner nennen sich Cornassiens.

## Geografie
Die Gemeinde Cornas liegt ca. fünf Kilometer nordwestlich von Valence am orographisch rechten Ufer der Rhône. Das 8,33 km² umfassende Gemeindegebiet erstreckt sich vom Rhôneufer im Osten weit nach Westen in die Hügel der Landschaft Vivarais, den östlichen Ausläufern des Zentralmassives. Das Hügelland ist insbesondere an den Hängen bewaldet, unterbrochen von Weinbergen und Weideflächen. Den höchsten Geländepunkt erreicht die Gemeinde mit 468 m über dem Meer an der westlichen Gemeindegrenze. Die circa 200 m breite Rhône bildet im Osten die Grenze zum Département Drôme, begleitet von der 300 m breiten, hier aufgestauten parallel fließenden Isère. Die größten Ortsteile der Gemeinde Cornas sind La Résidence, Rouveure, La Mure, Bouyonnet, La Lègre und Les Arlettes. Begrenzt wird Cornas von den Nachbargemeinden Châteaubourg im Norden, Bourg-lès-Valence im Osten, Saint-Péray im Süden sowie Saint-Romain-de-Lerps im Westen.

## Ortsname
Der Name Cornas ist keltischen Ursprungs und heißt verbrannte oder gebrannte Erde. Dieser Name spiegelt die mikroklimatischen Bedingungen (warm und recht trocken) kombiniert mit den Granit- und Kalksteinböden gut wider. Die Gemeinde ist bekannt für den dort gekelterten Rotwein.

## Bevölkerungsentwicklung
| Jahr      | 1962 | 1968 | 1975 | 1982 | 1990 | 1999 | 2006 | 2014 | 2021 |
| Einwohner | 643  | 717  | 1007 | 1563 | 2102 | 2082 | 2254 | 2228 | 2353 |

Im Jahr 1946 wurde mit 528 Bewohnern die bisher niedrigste Einwohnerzahl ermittelt. Die Zahlen basieren auf den Daten von cassini.ehess und INSEE.

## Sehenswürdigkeiten
- Kirche Saint-Pierre-ès-Liens
- Kapelle Notre-Dame im Ortsteil La Mûre
- Kapelle Saint-Pierre im Ortsteil Rouveure

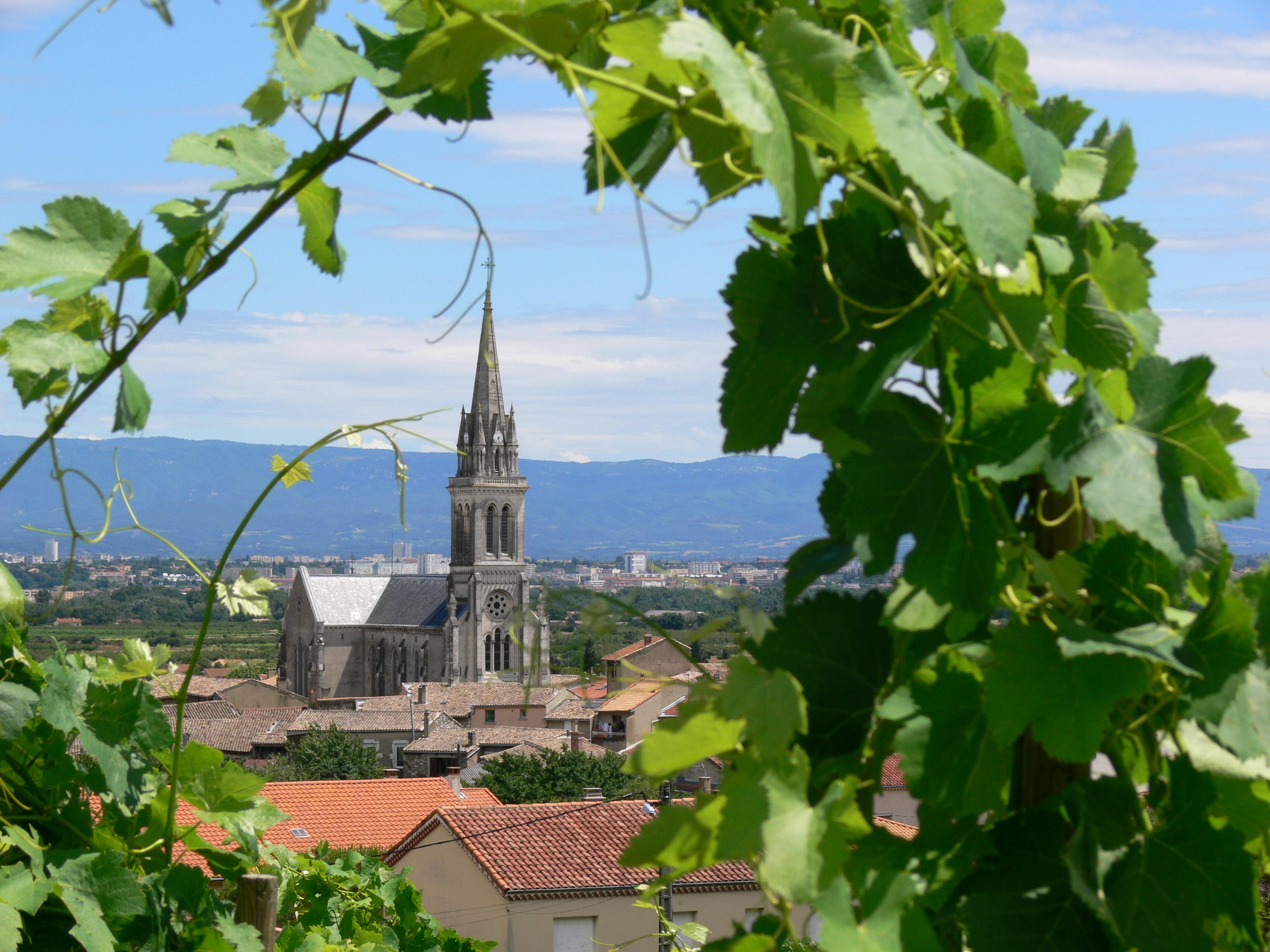
Kirche Saint-Pierre-ès-Liens
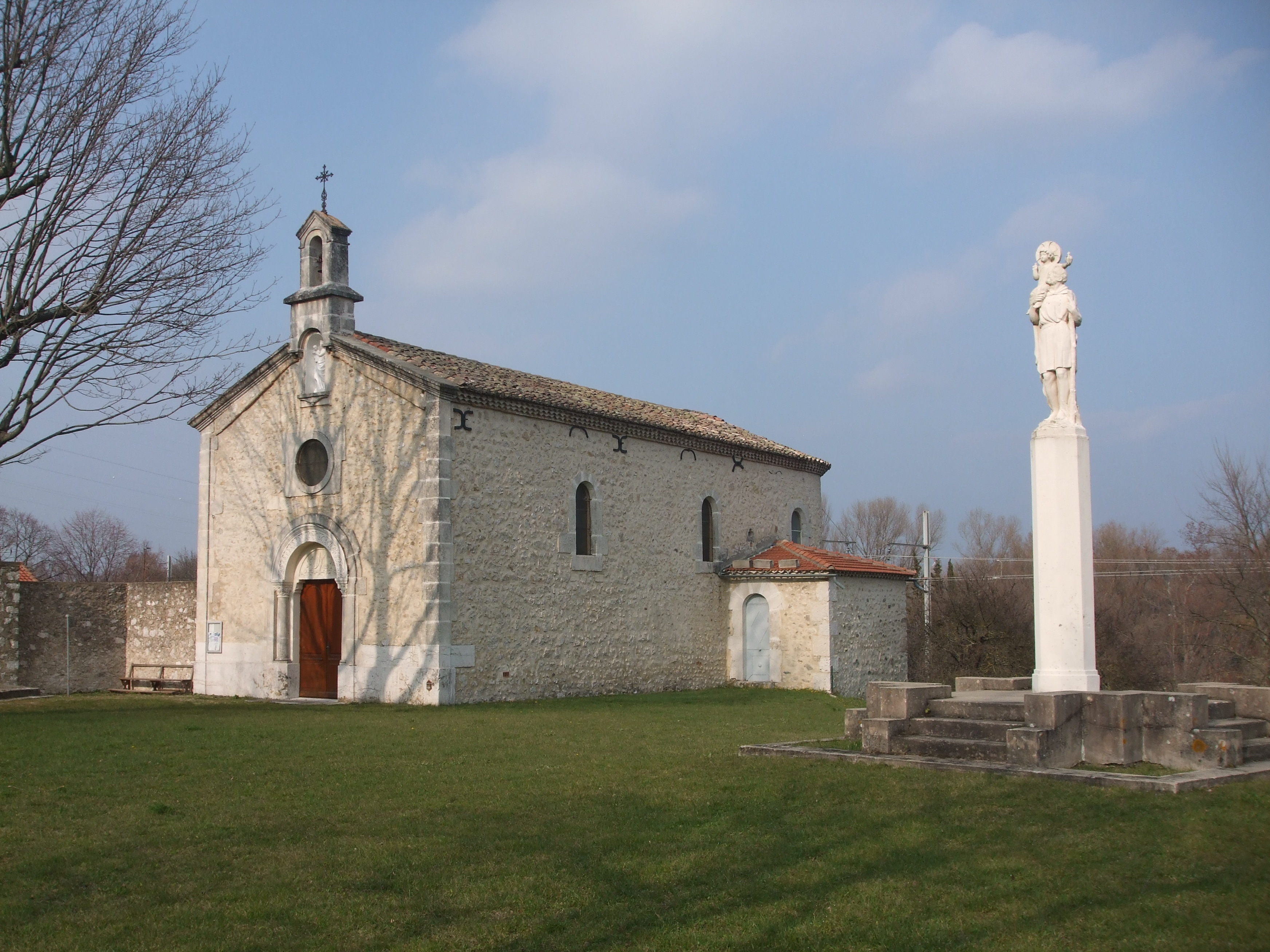
Kapelle Notre-Dame im Ortsteil La Mûre

## Wirtschaft und Infrastruktur

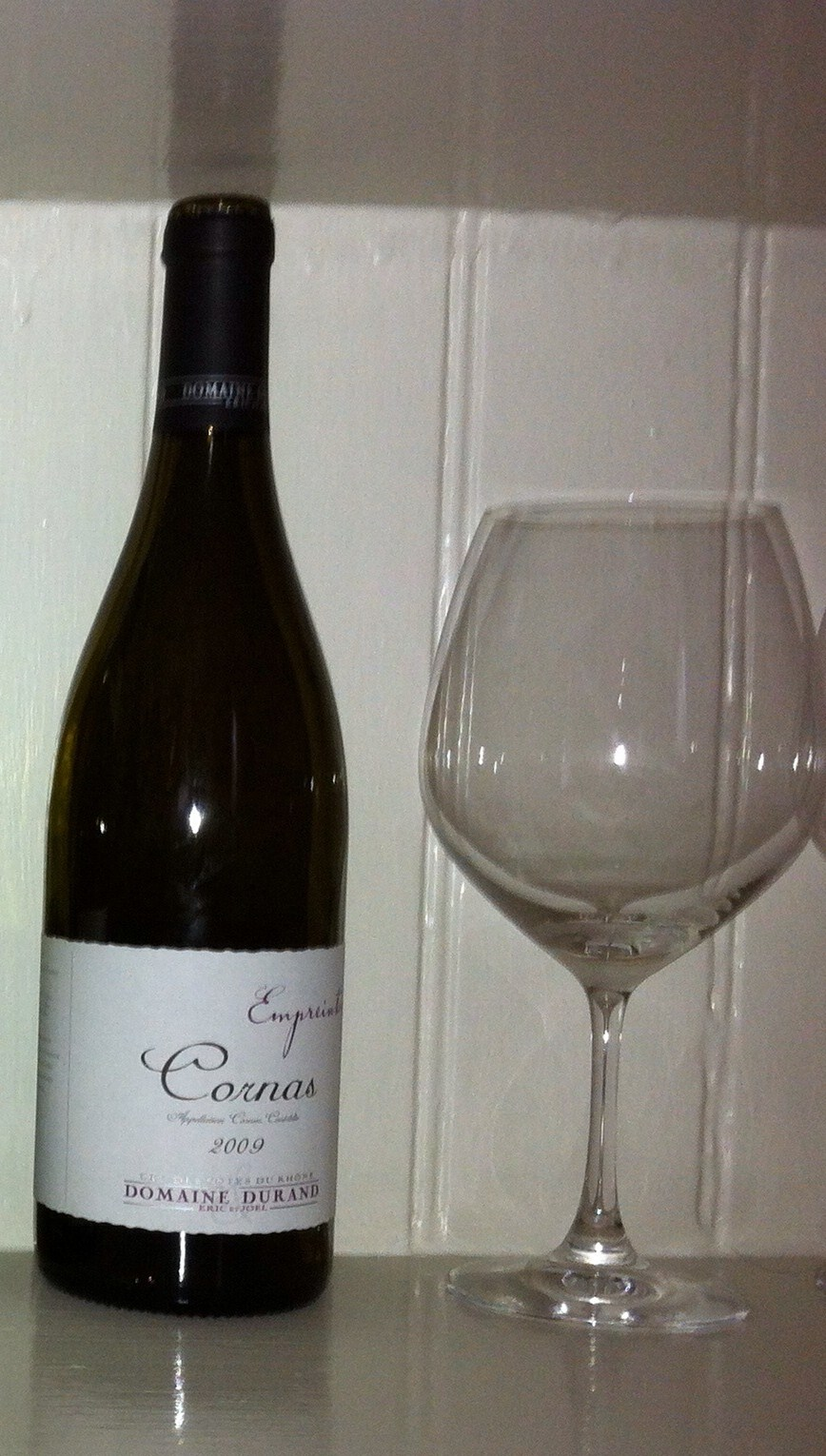
Cornas-Wein

Die Gemeinde Cornas  gibt dem Weinbaugebiet Cornas ihren Namen. Dieser Rotwein des nördlichen Weinbaugebietes Rhône hat seit dem 5. August 1938 den Status einer Appellation d’Origine Contrôlée (kurz AOC). Die Rebflächen der über 40 Winzerbetriebe liegen ausschließlich innerhalb der Gemeinde Cornas und umfassen 125 ha. Die steilen Hänge sind teilweise terrassiert. Im Jahr 2011 wurden hier 4455 hl Wein erzeugt.
In der Gemeinde Cornas gibt es eine Tankstelle, einen Baumarkt, ein Sportgeschäft, ein Bekleidungsgeschäft, eine Bäckerei und mehrere Lebensmittelgeschäfte. Darüber hinaus sind in der Gemeinde mehrere Landwirtschaftsbetriebe ansässig (Getreideanbau, Gemüseanbau, Obstplantagen).
Durch die unmittelbare Nähe zur großen Stadt Valence ist Cornas gut an die überregional wichtigen Verkehrswege angeschlossen. So ist der nächste Autobahnanschluss (Autoroute A7) nur sechs Kilometer von Cornas entfernt.

## Belege
1. ↑  Coincourt auf cassini.ehess
2. ↑  Cornas auf INSEE
3. ↑  Landwirtschaftsbetriebe auf annuaire-mairie.fr (französisch)